# Afferden
Afferden – wieś w gminie Druten, w prowincji Geldria, w Holandii. Była odrębną gminą do 1818 roku, kiedy została wcielona do gminy Druten. Miejscowość liczy  1640 mieszkańców.